# Van Halen II
Van Halen II é o segundo álbum de estúdio da banda norte-americana de Hard Rock Van Halen, lançado em 23 de Março de 1979.

## Produção
A gravação do álbum aconteceu em menos de um ano depois do lançamento de seu álbum de debutação. Muitas das faixas contidas em Van Halen II já estavam originalmente incluídas (de muitas formas) nas demos gravadas em 1976 pelo vocalista do Kiss, Gene Simmons e nas de 1977 por Ted Templeman, incluindo uma outra versão de "Beautiful Girls" (antes chamada de "Bring On the Girls") e "Somebody Get Me a Doctor" (as versões do álbum são apenas um pouco diferentes do que nas contidas nas demos).
A guitarra preta e amarela mostrada atrás do álbum (intitulada Bumblebee) foi enterrada juntamente com o guitarrista do Pantera Dimebag Darrell. Edward Van Halen a colocou no seu caixão por Dimebag dizer que era sua guitarra favorita. No entanto, Eddie confirmou que a guitarra não fora utilizada na gravação do disco, sendo finalizada a tempo apenas para as sessões fotos. David Lee Roth teria também quebrado seu pé direito enquanto fazia um salto, tendo então caído no microfone. O pulo que desencadeou o acidente aparece no cover de trás do álbum.

## Honras
- Em 1989, a revista Kerrang! nomeou Van Halen II como o 76º Melhor álbum de Heavy Metal de todos os tempos;[2]
- A rádio 95.5 KLOS colocou-o na 98º posição na sua Lista dos 100 maiores álbuns de todos os tempos;[3]
- A Gibson citou Van Halen II como o 23º melhor álbum de guitarra de todos os tempos.[4]

## Faixas
Todas as faixas, exceto onde indicado, foram compostas por Edward Van Halen, Alex Van Halen, Michael Anthony e David Lee Roth.
| N.º            | Título                                | Duração |  |
| 1.             | "You're No Good" (Clint Ballard, Jr.) | 3:17    |  |
| 2.             | "Dance the Night Away"                | 3:09    |  |
| 3.             | "Somebody Get Me a Doctor"            | 2:54    |  |
| 4.             | "Bottoms Up!"                         | 3:06    |  |
| 5.             | "Outta Love Again"                    | 2:53    |  |
| 6.             | "Light Up the Sky"                    | 3:13    |  |
| 7.             | "Spanish Fly" (Instrumental)          | 1:02    |  |
| 8.             | "D.O.A."                              | 4:11    |  |
| 9.             | "Women In Love"                       | 4:09    |  |
| 10.            | "Beautiful Girls"                     | 3:56    |  |
| Duração total: | Duração total:                        | 31:14   |  |

## Formação
- David Lee Roth - Vocais
- Eddie Van Halen - Guitarra , Vocal de apoio, solo de Guitarra acústica em "Spanish Fly"
- Michael Anthony - Baixo, Vocal de apoio
- Alex Van Halen - Bateria

## Charts

### Álbum
| País - Parada Musical (1979)   | Melhor posição |
| ------------------------------ | -------------- |
| Estados Unidos - Pop Albums    | 6              |
| Canadá - Canadian Albums Chart | 15             |
| Austrália - ARIA Charts        | 68             |
| Suécia - Swedish Albums Chart  | 22             |
| Reino Unido - UK Albums Chart  | 23             |

### Singles
Billboard (América do Norte)
| Ano  | Single                 | Chart             | Posição |
| ---- | ---------------------- | ----------------- | ------- |
| 1979 | "Dance The Night Away" | Billboard Hot 100 | 15      |
| 1979 | "Dance the Night Away" | Album Radio       | 5       |
| 1979 | "Beautiful Girls"      | Billboard Hot 100 | 84      |

## Certificações
| País           | Certificador | Certificação | Vendas     |
| -------------- | ------------ | ------------ | ---------- |
| Estados Unidos | RIAA         | 5× Platina   | 5 000 000+ |
| Canadá         | Music Canada | 2× Platina   | 200 000+   |
| França         | SNEP         | Ouro         | 100 000+   |
| Holanda        | NVPI         | Ouro         | 25 000+    |

## Certificação RIAA
- Ouro: 3 de abril de 1979
- Platina: 8 de maio de 1979
- Multi-platina:
  - 22 de outubro de 1984 (3x)
  - 5 de julho de 1990 (4x)
  - 12 de maio de 2004 (5x)